# Mats Liljefors
Mats Ruben Liljefors, född 2 januari 1944 i Rönninge, Stockholms län, är en svensk violinist och dirigent. Han är son till Ingemar Liljefors.
Liljefors avlade studentexamen i Stockholm 1962 samt studerade musik i Stockholm, vid konservatoriet i Luzern 1963–1968 och i Paris 1966–1968. Han studerade violin för bland andra Wolfgang Schneiderhan, dirigering för Georges Tzipine och teori för fadern. Han debuterade som violinsolist i Stockholm 1960, grundade Stockholms ensemblen 1970, är konstnärlig ledare för Musik på Slottet i Stockholm sedan 1970, var chef för Royal Baltic Festivals 1993 och blev förste gästdirigent vid St. Petersburg Hermitage Symphony Orchestra 1994. Han var professor i dirigering och violinspel vid Moorhead State College i Minnesota 1972. 
Liljefors har gästspelat med Stockholms ensemblen/Royal Swedish Chamber Orchestra i bland annat Sydamerika, USA (bland annat i Carnegie Hall och Chicago Orchestra Hall), Japan, Frankrike, Tyskland (Berlin-filharmonikerna), Österrike (Wiens Musikverein), Schweiz, Marocko och Senegal. Han dirigerade den första operagalan på Johanneshovs isstadion 1985 (Aida) och har varit gästdirigent hos symfoniorkestrar i Europa och USA, vid Münchenoperan och på Sofias operafestspel. Han har dirigerat grammofoninspelningar samt radio- och TV-inspelningar i flera länder. Han har komponerat bland annat Trialoger.

## Priser och utmärkelser
- 1991 – Litteris et Artibus